# N-acétylglutamate synthase
La N-acétylglutamate synthase est une enzyme de type acétyltransférase (EC 2.3.1) qui catalyse la synthèse du N-acétylglutamate à partir de l'acétyl-CoA et du glutamate. 
Cette enzyme est importante dans la synthèse de l'arginine par les bactéries et les plantes, car elle fait partie de sa voie métabolique.
Cette enzyme est aussi importante pour les mammifères, car le N-acétylglutamate  régule le cycle de l'urée qui active la carbamyl phosphate synthétase I, qui catalyse les réactions initiales du cycle.

## Troubles
Des mutations dans le gène peuvent provoquer une déficience en N-acétylglutamate synthase.